# Стадијуми рака плућа
Одређивање стадијума рака плућа је процена обима у којем се рак плућа проширио са свог првобитног извора. Као и код већине карцинома, одређивање стадијума је важан фактор у одређивању лечења и прогнозе. Уопштено, узнапредовали стадијуми рака су мање подложни лечењу и имају лошију прогнозу.
Почетна процена одређивања стадијума неситтноћелијског карцинома плућа користи ТНМ класификацију. Ово се заснива на величини примарног тумора, захваћености лимфних нодова и удаљеној метастази. Након овога, користећи ТНМ дескрипторе, додељује се група, у распону од окултног карцинома, преко стадијума 0, IA (један-А), IB, IIA, IIB, IIIA, IIIB до IV (четири). Ова група стадијума помаже у избору лечења и процени прогнозе.
Постоји неколико метода помоћу којих се врши ова процена. Они се уопштено класификују у неинвазивне технике, које углавном укључују медицинску визуализацију плућа, као што су компјутеризована томографија (ЦТ) скенери и ПЕТ скенери, и инвазивне технике, као што су биопсија и хирургија. Инвазивне технике пружају додатне информације јер се узорци ткива могу прегледати под микроскопом да би се потврдило присуство ћелија рака (за разлику од увећања ткива услед других узрока као што је инфекција) и да би се утврдио тип рака плућа и његов градус.
Одређивање стадијума се такође може категорисати као клиничко или као патолошко/хируршко одређивање стадијума. Клиничко одређивање стадијума се врши пре дефинитивне операције. Заснива се на резултатима студија снимања (као што су ЦТ скенери) и резултатима биопсије (тј. клиничко одређивање стадијума укључује резултате биопсије, "инвазивне технике"). Патолошко одређивање стадијума се такође назива хируршко одређивање стадијума и одражава не само резултате нехируршке биопсије, већ се процењује интра- или постоперативно и заснива се на комбинованим резултатима хируршких и клиничких налаза, укључујући хируршко узорковање грудних лимфних чворова.

## Рак плућа
Рак плућа је узрок 1,3 милиона смртних случајева широм света годишње и најчешћи је узрок смрти повезане са раком код мушкараца и други најчешћи код жена. Према Светској здравственој организацији, рак плућа је био одговоран за отприлике 10 милиона смртних случајева у 2020. години. Најчешћи узрок рака плућа је дуготрајна изложеност дуванском диму, а канцерогени се обично налазе у цигаретама. У Сједињеним Државама, око 80%-90% смртних случајева од рака плућа је међу пушачима цигарета. Рак плућа код непушача, који чине отприлике 15% случајева, често се приписује комбинацији генетских фактора и изложености гасу радон, азбесту и загађењу ваздуха. Главни типови рака плућа су Неситтноћелијски карцином плућа и Ситтноћелијски карцином плућа, при чему се ова два разликују хистолошки, као и по начину на који се лече; неситтноћелијски карцином плућа се првенствено лечи хируршким путем ако је то могуће, док се ситтноћелијски карцином најчешће лечи хемотерапијом и зрачењем.
Дијагноза рака плућа се заснива на снимку грудног коша и компјутеризованој томографији (ЦТ), и потврђује се биопсијом. Биопсија се обично изводи путем бронхоскопије или ЦТ-вођене биопсије. Лечење и прогноза зависе од хистолошког типа рака, стадијума, и перформанси пацијента. Лечење укључује операцију, хемотерапију и радиотерапију.

## Образац прогресије
Рак плућа може почети у различитим деловима плућа. Одатле се шири по прилично предвидљивом обрасцу. Типично, ако се рак плућа шири, прво иде у оближње лимфне чворове, а затим у лимфне чворове даље удаљене који се налазе између плућа у простору који се зове Средогруђе. У средогруђу, рак плућа у почетку тежи да остане на страни где је почео оригинални Тумор. Када пређе медијастиналну средишњу линију, то означава узнапредовалу, хируршки нересектабилну болест. Рак плућа се такође може проширити на удаљене органе, као што су Јетра или надбубрежне жлезде, што представља најузнапредованији стадијум болести који се зове стадијум ИВ.

## Одређивање стадијума
Одређивање стадијума је процес утврђивања колико рака има у телу и где се налази. Одређивање стадијума рака плућа је од највеће важности, јер су избори лечења често веома сложени, чак и за лекаре са великим искуством у овој области, а опције у великој мери зависе од стадијума болести. Основни циљ је да се опише обим или тежина нечијег рака и да се окупе карциноми који имају сличну прогнозу и лечење.
Информације о одређивању стадијума које се добију пре операције, на пример помоћу рентгена и Ендоскопски ултразвук, називају се клиничко одређивање стадијума; одређивање стадијума операцијом је познато као патолошко одређивање стадијума.
Клиничко одређивање стадијума се врши комбинацијом снимања и узорковања (биопсија), или другачије речено, неинвазивним (радиолошким) и инвазивним (биопсија) методама.
Патолошко одређивање стадијума је тачније од клиничког одређивања стадијума, али клиничко одређивање стадијума је први и понекад једини тип одређивања стадијума. На пример, ако клиничко одређивање стадијума открива болест стадијума IIIB или IV, операција није од помоћи и неће се добити информације о патолошком одређивању стадијума (на одговарајући начин).
Биопсије рака плућа се могу узети из два различита разлога:
- Дијагноза: Да би се утврдило да ли је абнормалност виђена на рендгенском снимку грудног коша или ЦТ скенирању заиста рак плућа и који је то хистолошки тип (ситтноћелијски или неситтноћелијски).
- Одређивање стадијума: Да би се утврдило да ли је структура, као што је лимфни чвор у средогруђу, већ нападнута раком или не.

Међутим, често је могуће, уз правилно планирање, добити и дијагностичке информације и информације о одређивању стадијума једном процедуром биопсије.
Постоји широка палета доступних метода за одређивање стадијума, свака са предностима и недостацима. Многи центри за лечење рака прегледају ново дијагностиковане пацијенте у интердисциплинарном грудном савету за туморе где радиолози, онколози, хирурзи, пулмолози, патолози и ЕУС специјалисти (ендосонографи) разговарају о релативним предностима доступних модалитета и доносе избор консензусом.

### ТНМ класификација
ТНМ систем одређивања стадијума рака плућа је:
- Т Тумор
  - Т1а: Примарни тумор је ≤1 цм у највећој димензији.
  - Т1б: Примарни тумор је >1, али ≤2 цм у највећој димензији.
  - Т1ц: Примарни тумор је >2, али ≤3 цм у највећој димензији.
  - Т2а: Примарни тумор је >3 и ≤5 цм у највећој димензији.
  - Т2б: Примарни тумор је >5 и ≤7 цм у највећој димензији.
  - Т3величина: Примарни тумор је >7 цм у највећој димензији;
  - Т3инв: Примарни тумор напада Зид грудног коша, дијафрагму, Френични нерв, медијастиналну плеуру или перикард;
  - Т3центр: Примарни тумор је <2 цм до карине или постоји ателектаза целог плућа;
  - Т3сателит: Примарни тумор је повезан са одвојеним туморским чворићима у истом плућном режњу;
  - Т4инв: Тумор напада Срце, велике крвне судове, Душник, Повратни ларингеални нерв, Једњак или кичму;
  - Т4ипси: Тумор било које величине са додатним туморским чворићима у другом ипсилатералном режњу;
- Н лимфни чвор
  - Н1 : Метастазе у лимфним чворовима у ипсилатералним плућним или хиларним лимфним чворовима;
  - Н2 : Метастазе у лимфним чворовима у ипсилатералним медијастиналним/субкариналним лимфним чворовима;

#### Методе
| АЈЦЦ издање | објављено | ступило на снагу | Рак плућа <бр>линкови и бројеви страна <бр>у оригиналу                                  |
| ----------- | --------- | ---------------- | --------------------------------------------------------------------------------------- |
| 7           | 2009      | 2010             | АЈЦЦ, НЦИ, и НЦЦН                                                                       |
| 6           | 2002      | 2003             | АЈЦЦ; оригиналне странице 167-177                                                       |
| 5           | 1997      | 1998             | АЈЦЦ; оригиналне странице 127-137                                                       |
| 4           | 1992      | 1993             | date= }} Архивирано на веб-сајту (28. септембар 2011)</ref> оригиналне странице 114-121 |
| 2           | 1983      | 1984             | АЈЦЦ; оригиналне странице 99–105                                                        |
| 1           | 1977      | 1978             | АЈЦЦ; оригиналне странице 59–64                                                         |

Амерички заједнички одбор за рак (АЈЦЦ), као и Међународна унија за борбу против рака (УИЦЦ) препоручују ТНМ стадијум, што је процедура у два корака. Њихов ТНМ систем, који сада развијају заједно, прво класификује рак према неколико фактора, Т за тумор, Н за чворове, М за метастазе, а затим групише ове ТНМ факторе у укупне стадијуме као што је приказано у њиховој табели.
АЈЦЦ је обезбедио веб приступачне верзије постера ових ТНМ дескриптора и група стадијума заштићених ауторским правима, на које се читаоци упућију за тачне, детаљне, ажурне информације; поред тога, и Национални институт за рак (НЦИ) и Национална свеобухватна мрежа за рак (НЦЦН) поново штампају ове дескрипторе и табеле за груписање уз дозволу АЈЦЦ-а и опширно дискутују о начинима одређивања стадијума и опцијама лечења, пружајући стручну јасну помоћ у одлукама о најбољим третманима. НЦЦН путеви "оцртавају корак по корак одлуке о лечењу од дијагнозе кроз све фазе лечења и преживљавања".
Иако је ТНМ класификација међународно договорен систем, она је постепено еволуирала кроз своја различита издања; датуми објављивања и усвајања за употребу АЈЦЦ издања су сумирани у табели у овом чланку; прошла издања су доступна од АЈЦЦ за веб преузимање. Стога, важно је приликом прегледа извештаја о лечењу или прогнози бити свестан да су се критеријуми који се користе у ТНМ систему мењали током времена, понекад прилично значајно, према различитим издањима. Извештаји из литературе обично одражавају стадијум који је био у употреби док је студија започета и изведена, а не када је коначно објављена. Датуми објављивања и усвајања за употребу АЈЦЦ издања су овде сумирани како би помогли читаоцима да разумеју која ера се користи у литератури.
| опис                                                          | АЈЦЦ 6. издање класификација | АЈЦЦ 7. издање класификација |
| ------------------------------------------------------------- | ---------------------------- | ---------------------------- |
| додатни чвор(ови) у истом режњу                               | Т4                           | Т3                           |
| проширење (локална инвазија одређених структура)              | Т4                           | Т4                           |
| додатни чвор(ови) у другом ипсилатералном (истостраном) режњу | М1                           | Т4                           |
| плеурални излив                                               | Т4                           | М1а                          |

Као и у сваком издању ТНМ система одређивања стадијума, оно које се користи од 1. јануара 2010. (7. издање) направило је значајне промене у шеми која се користи за неситтноћелијски карцином плућа, ситтноћелијски карцином плућа и бронхо-плућни карциноидни тумори. Ревизије су засноване на детаљној анализи и процесу консензуса од стране АЈЦЦ-а и УИЦЦ-а који је разматрао укупно преживљавање 81.015 пацијената. Промене су детаљно прегледане, укључујући опширну презентацију (са више табела и детаљном дискусијом) прогностичких података за 6. и 7. издање, разматрајући и појединачне Т, Н и М дескрипторе, и укупне групе стадијума. Табела користи ограничене изводе из ТНМ система заштићеног ауторским правима да би демонстрирала концепт да постоје промене, као и сличности, између издања.
Као резултат тога, дати стадијум може имати прилично другачију прогнозу у зависности од тога које се издање за одређивање стадијума користи, независно од било каквих промена у дијагностичким методама или третманима, ефекат који се назива миграција стадијума. Технологије које се користе за додељивање пацијената одређеним категоријама су се такође промениле и може се видети да све осетљивије методе имају тенденцију да узрокују да се појединачни карциноми поново додељују вишим стадијумима, чинећи неприкладним поређење прогнозе тог карцинома са историјским очекивањима за тај стадијум.
Још једно важно разматрање је ефекат побољшања третмана током времена.
Доктор Clifton Mountain, хирург у Тексасу, дао је значајан допринос ТНМ систему одређивања стадијума, посебно у неситтноћелијском карциному плућа, и литература се стога често односи на "Mountain" одређивање стадијума.

### ВА класификација
Код ситтноћелијског карцинома плућа, ТНМ класификација се често користи заједно са додатном категоризацијом, системом Студијске групе за рак плућа администрације за ветеране. ВА схема има две фазе. Болест у ограниченом стадијуму је ограничена на подручје које се толерантно лечи једним подручјем радиотерапије ("порт"), али искључује карциноме са плеуралним и перикардијалним изливима. Сви остали ситтноћелијски карциноми плућа су у опсежном стадијуму у овој схеми. Током времена је дошло до одређеног одступања у томе шта ова дефиниција значи.

### Стадијуми И-ИВ Градација

#### Стадијум III (Т1 или Т2, Н2; Т3, Н0 или Н1; Т4, Н0 или Н1, M0)

##### Стадијум IIIA
- Т1, Н2, M0: Т1 тумори са захваћеношћу у оближњим лимфним чворовима.
- Т2, H1 или H2, M0: Т2 тумори са захваћеношћу лимфних чворова.

##### Стадијум IIIB
- Т3, Н0 или Н1, М0: Т3 тумори са ограниченом захваћеношћу лимфних чворова.
- Т4, Н0 или Н1, М0: Т4 тумори са минималном или никаквом захваћеношћу лимфних чворова.

## Модалитети одређивања стадијума

### ЦТ и ПЕТ скенери
Главни ослонац неинвазивног одређивања стадијума је ЦТ скенирање грудног коша, након чега следи метаболичко снимање ПЕТ скенером. ЦТ скенирање показује абнормалности као што је плућни чворић или увећани лимфни чворови, док ПЕТ скенирање открива повећан метаболизам као што се дешава у структурама које садрже ћелије рака које брзо расту. PET/CT комбинује предности процене стања ПЕТ-ом и анатомске процене ЦТ-ом. PET/CT представља значајан напредак за одређивање стадијума пацијената са раком плућа са утицајем на управљање од око 40% и неусклађеним налазима у поређењу са конвенционалним снимањем код половине пацијената. PET/CT такође има висок степен слагања између и унутар извештача. Главна предност ПЕТ-а је да идентификује удаљену метастатску болест, чиме указује на бесмисленост локорегионалних приступа као што су операција или радиотерапија са намером излечења.
Према Смерницама Америчког колеџа грудних лекара (АЦЦП) за неинвазивно одређивање стадијума рака плућа (2007), обједињена осетљивост и специфичност ЦТ скенирања за идентификацију метастаза у лимфним чворовима средогруђа су 51% и 85%, респективно, а за ПЕТ скенирање 74% (95% CI, 69 до 79%) и 85% (95% CI, 82 до 88%), респективно. Другим речима, ако би се неко ослањао само на резултате неинвазивног одређивања стадијума, између 21 и 31 одсто пацијената би било подцењено (рак је узнапредованији него што изгледа), а између 12 и 18 одсто пацијената би било прецењено (рак је заправо у ранијој фази него што изгледа). У одабраним клиничким ситуацијама биће неопходна потврда резултата статуса чворова средогруђа узорковањем.

### ПФТ
Тестови функције плућа (ПФТ) нису формални део одређивања стадијума, али могу бити корисни у одлукама о лечењу. Пацијенти са раком плућа који је резултат загађења ваздуха (професионалног или повезаног са пушењем цигарета) имају већу вероватноћу да имају друге поремећаје плућа као што је ХОБП, што ограничава њихову респираторну резерву. Пацијенти са ограниченом респираторном резервом имају већи ризик од постоперативних компликација ако се настави хируршко лечење; они можда неће моћи да толеришу смањени капацитет плућа који је преостао након уклањања дела плућа.

### МРИ мозга
ПЕТ скенирање мора бити посебно модулисано да би се детектовале метастазе у мозгу, који иначе показује прилично уједначено активно преузимање из нормалне активности мозга. У пракси се ЦТ или МРИ скенирање користе за откривање метастаза у мозгу. Иако МРИ стопа детекције је скромно виша и може пронаћи мање метастазе, ЦТ скенирање са контрастним побољшањем може бити погодан избор због многих фактора, као што су металне протезе некомпатибилне са МРИ, Клаустрофобија или нетолеранција на буку.

### Одређивање стадијума средогруђа
Скоро половина карцинома плућа има болест средогруђа приликом дијагнозе. Ако карцином укључује било који од лимфних чворова средогруђа, ови лимфни чворови су означени као Н2 ако су на истој страни као и оригинални тумор, и Н3 ако су на другој страни. Н2 и посебно Н3 лимфни чворови значајно утичу на клинички стадијум. Америчко торакално друштво је стандардизовало номенклатуру лимфних чворова у грудима. Постоји четрнаест нумерисаних нодалних станица. Сматра се да су лимфни чворови у средогруђу станице 1–9, што су тако потенцијалне локације Н2 или Н3, док су станице 10–14 хиларни и периферни чворови, и самим тим потенцијалне локације Н1.
Постоје бројни модалитети који омогућавају одређивање стадијума лимфних чворова средогруђа. У следећој табели они су распоређени од најинвазивнијих до најмање инвазивних.
| Процедура | Предности | Недостаци |
| --- | --- | --- |
| Торакотомија (хируршко отварање грудног коша) | Омогућава најтемељнији преглед и узорковање лимфних чворних станица, а може да уследи и ресекција тумора, ако је то изводљиво | Најинвазивнији приступ, није индикован за одређивање стадијума самостално, значајан ризик од морбидитета повезаног са процедуром |
| Проширена цервикална медијастиноскопија у комбинацији са Chamberlain процедуром, која се такође назива левом парастерналном медијастинотомијом, или предњом медијастинотомијом | Омогућава процену лимфних чворова Аортопулмонални простор | Инвазивнији; стопа лажно негативних резултата приближно 10%. |
| Chamberlain процедура | Приступ станици 5 (лимфни чворови аортопулмоналног простора) | Ограничене примене, инвазивна. |
| Цервикална медијастиноскопија | Многи је и даље сматрају златним стандардом (уобичајени компаратор), одлична за 2РЛ 4РЛ. | Не покрива све мадастиналне лимфне чворне станице, посебно субкариналне лимфне чворове (станица 7), параезофагеалне и плућне лигаментарне лимфне чворове (станице 8 и 9), лимфне чворове аортопулмоналног простора (станица 5) и предње медијастиналне лимфне чворове (станица 6); стопа лажно негативних резултата приближно 20%; инвазивна |
| Видео-потпомогнута торакоскопија | Добра за доњи медијастинум, лимфне чворове станица 5 и 6 | Инвазивна, не покрива горњи предњи медијастинум |
| Трансторакална перкутана аспирација танком иглом (ФНА) под ЦТ вођством | Шире је доступна од неких других метода | Прелази много плућног ткива, стога висок ризик од пнеумоторакса, неке лимфне чворне станице су недоступне |
| Бронхоскопија са слепом трансбронхијалном ФНА (Wang игла) | Мање инвазививна од горе наведених метода | Релативно низак учинак, не практикује се широко, ризик од крварења |
| Ендобронхијални ултразвук (ЕБУС) | Директна визуализација лимфних чворних станица. Допуњује ЕУС: покрива лимфне чворне станице 2Р и 4Р којима је тешко приступити ЕУС-ом; нижа стопа лажно негативних резултата него код слепе трансбронхијалне ФНА и мање компликација | Инвазивнија од ЕУС, неколико практичара, али брзо расте у популарности |
| Ендоскопски ултразвук (ЕУС) | Најмање инвазиван модалитет, користи једњак за приступ лимфним чворовима средогруђа, одличан за лимфне чворове станица 5, 7, 8. Користан за станице 2Л и 4Л, Л надбубрежна жлезда, лимфни чвор целијакије                            | Не може поуздано да приступи десностраним паратрахеалним лимфним чворним станицама 2 Р и 4Р; тачна дискриминација примарних хиларних тумора и захваћених лимфних чворова је важна |

#### Ендоскопски ултразвук

##### Позадина
Овај одељак се фокусира на нову улогу коју различити типови ендоскопског ултразвука и биопсије играју у дијагнози и одређивању стадијума рака плућа, са нагласком на најчешћи тип рака плућа, неситтноћелијски карцином плућа (НСЦЛЦ). Ове технике су опширно прегледане и постигле су значајан консензус у смерницама као што су оне од НЦЦН.
Ендоскопски ултразвук (ЕУС) је ендоскопска техника где се минијатурна ултразвучна сонда провлачи кроз уста у горњи Гастроинтестинални тракт да би се истражили органи и структуре близу једњака, желуца или дванаестопалачног црева, као што је плућно крило. Године 1993, Виерсема је објавио први опис ЕУС-а за дијагностиковање и одређивање стадијума рака плућа, урађено напредовањем танке игле кроз једњак у суседне лимфне чворове. Бројне накнадне студије су показале да је ова општа методологија ефикасна, веома безбедна, минимално инвазивна и веома добро толерисана. С обзиром на ове предности, многи ауторитети сматрају да ЕУС заједно са ендобронхијалним ултразвуком (ЕБУС) побољшава дијагнозу и одређивање стадијума рака плућа.

##### Ендоскопски ултразвук (ЕУС)
Метаанализа објављена 2007. године, заснована на 1.201 карцинома у 18 клиничких испитивања високог квалитета пажљиво одабрана према унапред дефинисаним критеријумима из литературе, систематично је испитала перформансе ФНА под вођством ЕУС-а у одређивању стадијума НСЦЛЦ. Размотрена су два сценарија: поставка увећаних лимфних чворова на ЦТ-у (сугестивно али не и дијагностички за рак) и обрнути сценарио одсуства увећања лимфних чворова на ЦТ-у (сугестивно али не и дијагностички за одсуство рака). Све у свему, у обе поставке, мање компликације су пријављене у 0,8% процедура; није забележена ниједна велика компликација. ЕУС-ФНА у увећаним дискретним медијастиналним лимфним чворовима имао је одличну обједињену осетљивост (8 студија) од 90% (95% ЦИ, 84 до 94%) и специфичност од 97% (95% ЦИ, 95 до 98%). ЕУС-ФНА у поставци без увећаних медијастиналних лимфних чворова на ЦТ-у имао је обједињену осетљивост (4 студије) од 58% (95% ЦИ, 39 до 75%) и специфичност од 98% (95% ЦИ, 96 до 99%). Иако ова осетљивост (58% у ЦТ-негативној болести) на први поглед може изгледати разочаравајуће, ако се ЕУС изводи као тест за одређивање стадијума, може помоћи да се избегну инвазивније процедуре одређивања стадијума, или операција, ако је позитиван (за присуство рака). Другим речима, ЕУС који има позитиван резултат (показује рак) избећи ће даљу непотребну операцију, док резултат који не показује рак може бити лажно негативан и вероватно захтева технику ексцизионе биопсије за потврду, као што је ВАТС или медијастиноскопија.
АЦЦП смернице препоручују инвазивно одређивање стадијума за пацијенте са или без увећања медијастиналних лимфних чворова на ЦТ-у без обзира на налазе ПЕТ скенирања. Ако се користе технике игле (као што су ЕУС-НА, ТБНА, ЕБУС-НА или ТТНА), немалигни резултат треба да се даље потврди медијастиноскопијом као што је објашњено горе.
ЕУС може поуздано да допре до лимфних чворних станица 5, 7, 8 и 9. У горњем медијастинуму душник је нешто десно од једњака, што често омогућава да се дође до лимфних чворова левостране области 2 и 4, а ређе и до паратрахеалних лимфних чворова десне стране. Уопштено, ЕУС је најприкладнији за процену задњег доњег медијастинума, док су медијастиноскопија или ЕБУС најбољи за предњи горњи медијастинум. Изводљивост ЕУС-ФНА аорто-пулмоналних просторних (субаортних) лимфних чворова (станица 5) је велика предност ЕУС-а. Процена ове станице је традиционално захтевала парамедијалну медијастинотомију (Chamberlain процедура). ЕУС може лако да узоркује целијакалне лимфне чворове, до којих се не може доћи другим методама одређивања стадијума медијастинума. У једној недавној студији примећена је неочекивано висока учесталост метастаза у целијакалним лимфним чворовима (11%). ЕУС се такође може користити за биопсију потенцијалних метастаза леве надбубрежне жлезде, док је десна надбубрежна жлезда углавном недоступна.
Потенцијална корист ЕУС-ФНА у поновном одређивању стадијума медијастинума код пацијената који су подвргнути хемотерапији и радиотерапији за Н2 или Н3 болест је у фази истраживања. Основна идеја је да су иницијално узнапредовали карциноми, претходно превелики за операцију, можда толико реаговали на хемотерапију и радијацију да сада могу бити оперативни кандидати. Уместо да се одмах пређе на торакотомију на основу ЦТ или ПЕТ резултата, што би могло довести до "отворене и затворене" операције грудног коша, поновно одређивање стадијума, укључујући инвазивно одређивање стадијума, може деселектовати неодговорне, промашене на тестовима снимања слике. Ако је иницијално одређивање стадијума медијастинума укључивало медијастиноскопију, већина хирурга покушава да избегне поновљену медијастиноскопију након зрачења због ожиљака. Иако поновно одређивање стадијума ПЕТ и ЦТ скенирањем може помоћи да се обезбеде циљеви за биопсије, концепт је да чак и ПЕТ-негативни медијастинуми морају бити узорковани. Код Н2 болести, чини се да ЕУС-ФНА и ЕБУС-ФНА нуде најбољи однос ризика и користи код ових пацијената.

##### Ендобронхијални ултразвук (ЕБУС)
Као што је поменуто у табели, ЕУС не може поуздано да приступи десностраним паратрахеалним лимфним чворним станицама 2Р и 4Р и можда није оптималан ни за левостране паратрахеалне лимфне чворне станице. Адаптација ендоскопског ултразвучног апарата првобитно дизајнираног за гастроинтестинални тракт позната је под називом ендобронхијални ултразвук (ЕБУС). Инструмент се умеће у душник уместо у једњак. Доступне су две врсте ЕБУС бронхоскопа: радијална сонда за катетер и конвексна сонда ЕБУС (ЦП-ЕБУС), али само нас ова друга занима овде. Рано искуство са одређивањем стадијума медијастинума помоћу ЦП-ЕБУС изгледа веома обећавајуће са осетљивошћу у распону од 92 до 96 процената у 4 серије које обухватају 70 до 502 пацијента.

##### Комбиновани ултразвук
Многи пацијенти ће, ако им се пружи избор, преферирати инструмент који се умеће у једњак (ЕУС) него онај који се умеће у душник (ЕБУС). Штавише, многи пацијенти са сумњом на рак плућа имаће и друге болести повезане са пушењем, као што су емфизем или ХОБП, што поступак сличан бронхоскопији (ЕБУС) чини ризичнијим од горње ендоскопије кроз једњак (ЕУС). Подручје активног и новонасталог истраживања односи се на вредност комбиновања ЕУС и ЕБУС у једној сесији, један специјалиста за другим, или - још практичније - оператер обучен за обе дуално радећи једно или друго - или оба - по потреби.
ЕУС-ФНА и ЕБУС-ФНА су комплементарне технике. ЕУС има највећи принос у задњем доњем медијастинуму, а ЕБУС је најјачи за горњи предњи медијастинум. Неким лимфним чворним станицама се може приступити само једном методом, а не другом (на пример, станице 2 и 4 Л и 3 је тешко или немогуће видети ЕУС-ом, станице 5 и 8 се не могу биопсирати ЕБУС-ом). Заједно, ЕБУС и ЕУС покривају цео медијастинум (осим можда станице 6) и комплетно одређивање стадијума медијастинума би требало да буде могуће комбинацијом ове две процедуре. Ова комбинација би концептуално могла да елиминише потребу за већином хируршких медијастиноскопија и заправо може бити свеобухватнија.
Када се комбинује, овај приступ је назван "комплетан медицински медијастиноскоп". ЕУС-ФНА са ЕБУС-ом може омогућити скоро потпуно, минимално инвазивно одређивање стадијума медијастинума код пацијената са сумњом на рак плућа